# タスクマイニング
タスクマイニング（英: Task mining）は、企業がユーザーアクションを監視し、ユーザー操作データを収集することで、タスクの実行方法を理解できるようにする新しいテクノロジーである  。 得られた洞察から、企業はプロセスの処理方法を観察し、タスクの実行中に最も一般的な間違いを特定し、自動化できるタスクを発見することができる。 その結果、ビジネスプロセスを改善し、自動化を強化することが可能になる。 タスクマイニングの最終的な目的は、 ロボティック・プロセス・オートメーションで使用する手順の一覧を取得することである。 
タスクマイニングは、 プロセスマイニングに対する補完的なアプローチであり、傾向、パターン、および詳細を識別するために情報システムによって記録されたイベントログの分析に基づいている。場合によっては 、 プロセスディスカバリー、プロセス発見、プロセス検出という用語はタスクマイニングと同じ意味で使用される。 

## 概要
タスクマイニング手法は、他のアプローチではプロセスの正式な説明が得られない場合や、既存のドキュメントの品質に疑問がある場合によく使用される。 タスクマイニングは、ユーザーのワークステーションでのユーザーインターフェイス操作を捕捉する、フロントエンドでのユーザー操作情報の分析に重点を置いている。一方、プロセスマイニングは、 ERP 、 CRM 、およびその他のデータベースシステムのイベントログを取得することによる、バックエンドでのユーザー操作情報に重点を置いている。 タスクマイニングの利用により、企業はタスクをより正確に管理するかを理解でき、プロセスマイニングの利用により、業務データを活用して、プロセスの実行状況を理解できる。 ほとんどのタスクマイニングソリューションは、プロセスマイニングテクノロジーと統合されており、プロセスをよりよく理解し、プロセス全体を強化する方法を見つけることができる。  
タスクマイニングは、 機械学習 （ML）、 光学式文字認識 （OCR）、 自然言語処理 （NLP）などのAIベースのアプローチを利用して、フロントエンドユーザーの対話を分析する。 

## 手順
タスクマイニングの動作手順を以下に示す 。  
- ユーザーアクティビティの記録 ：タスクマイニングツールは、クリック、スクロール、キータイプなどのユーザーアクティビティをタイムスタンプやスクリーンショットと共に記録し、ユーザーがタスクを処理する方法を理解する。 記録ツールは、すべてのユーザーのコンピューターにインストールされる。
- 光学式文字認識で意味を認識 ：タスクマイニングツールはOCRテクノロジーを使用してタスクの意味を理解する。 そのために、ユーザーアクティビティ中にキャプチャされた記録から単語、数字、テキスト、およびスクリーンショットを収集する。
- 自然言語処理を使用して類似のアクティビティをグループ化 ：タスクマイニングツールは自然言語処理などのAIテクノロジーを使い、作業の意味をよりよく理解し、類似のアクティビティをグループ化する。
- 業務タスクとのマッチング ：ユーザーアクティビティは、ユーザーIDやケースIDに基づいて、特定の業務タスクとマッチングする。 このマッチングは、記録をパフォーマンスメトリックで評価するために必要となる。

ユーザーアクティビティの記録はユーザーのプライバシーの侵害につながる可能性があり、タスクマイニングベンダーは収集したデータから個人情報 （PII）を削除することに多大な努力を払っている。 